# 六羰基钨
六羰基钨是一种配位化合物，化学式为W(CO)6。经过它得到了第一个双氢配合物。
它是无色固体，和同族的羰基配合物六羰基铬与六羰基钼一样，是挥发性的且在空气中稳定的物质，其中钨原子为0价。

## 化学性质
六羰基钨在超酸中可以被氧化：
W(CO)6 + 4 SbF5 → [W(CO)6(FSbF5)][Sb2F11] + SbF3

## 拓展阅读
- Hiroki Tanaka, Nobuaki Nakashima, Tomoyuki Yatsuhashi. . The Journal of Physical Chemistry A. 2016-09-08, 120 (35): 6917–6928  [2019-06-18]. ISSN 1089-5639. doi:10.1021/acs.jpca.6b05113. （原始内容存档于2019-10-27） （英语）.
- Vladimir N. Smirnov, Pavel A. Vlasov. . International Journal of Chemical Kinetics. 2019-03, 51 (3): 232–245  [2019-06-18]. doi:10.1002/kin.21246 （英语）.